# Karel Boromejský
Svatý Karel Boromejský italsky: Carlo Borromeo, latinizovaně: Carolus Borromeus (2. října 1538, Arona, Itálie – 3. listopadu 1584, Milán) byl arcibiskup milánský, kardinál a nejvýznamnější světec raného novověku. Je patronem biskupství Lugano, univerzity v Salcburku, „Boromejského sdružení“, duchovních správců, seminářů, Kongregace Milosrdných sester svatého Karla Boromejského a boje proti moru. Jeho svátek se slaví 4. listopadu.
Karel Boromejský pocházel z bohatého šlechtického rodu Borromeo. Po studiu katolické teologie a také díky svému příbuzenskému vztahu k papeži Piovi IV. se dostal na vysoké církevní posty. Později usilovně pomáhal chudým a ve svých 46 letech vyčerpán zemřel.

## Mládí

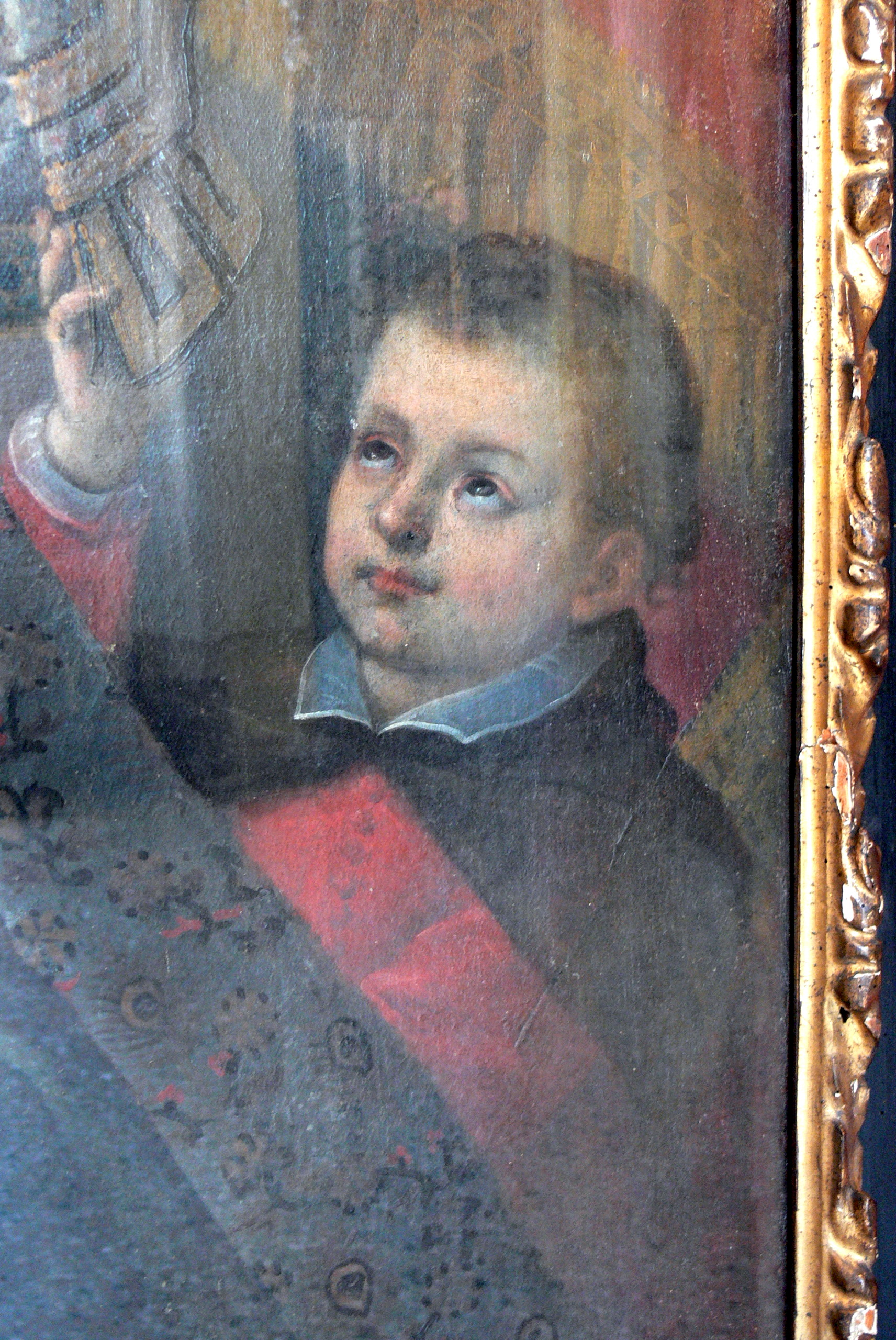
Karlova dětská tvář, detail malby v Boromejském paláci, Isola Bella

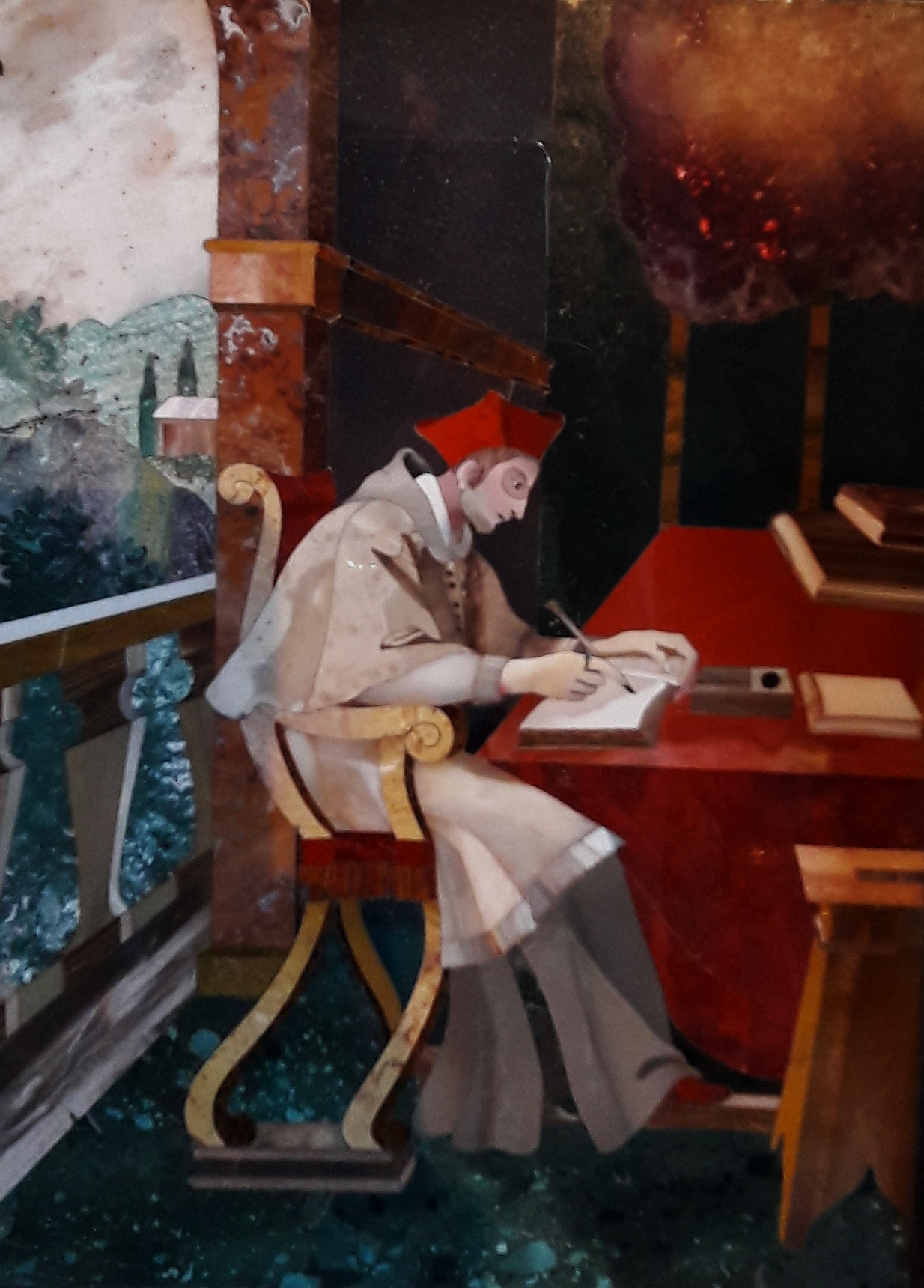
Karel Boromejský při práci, Praha kolem 1610

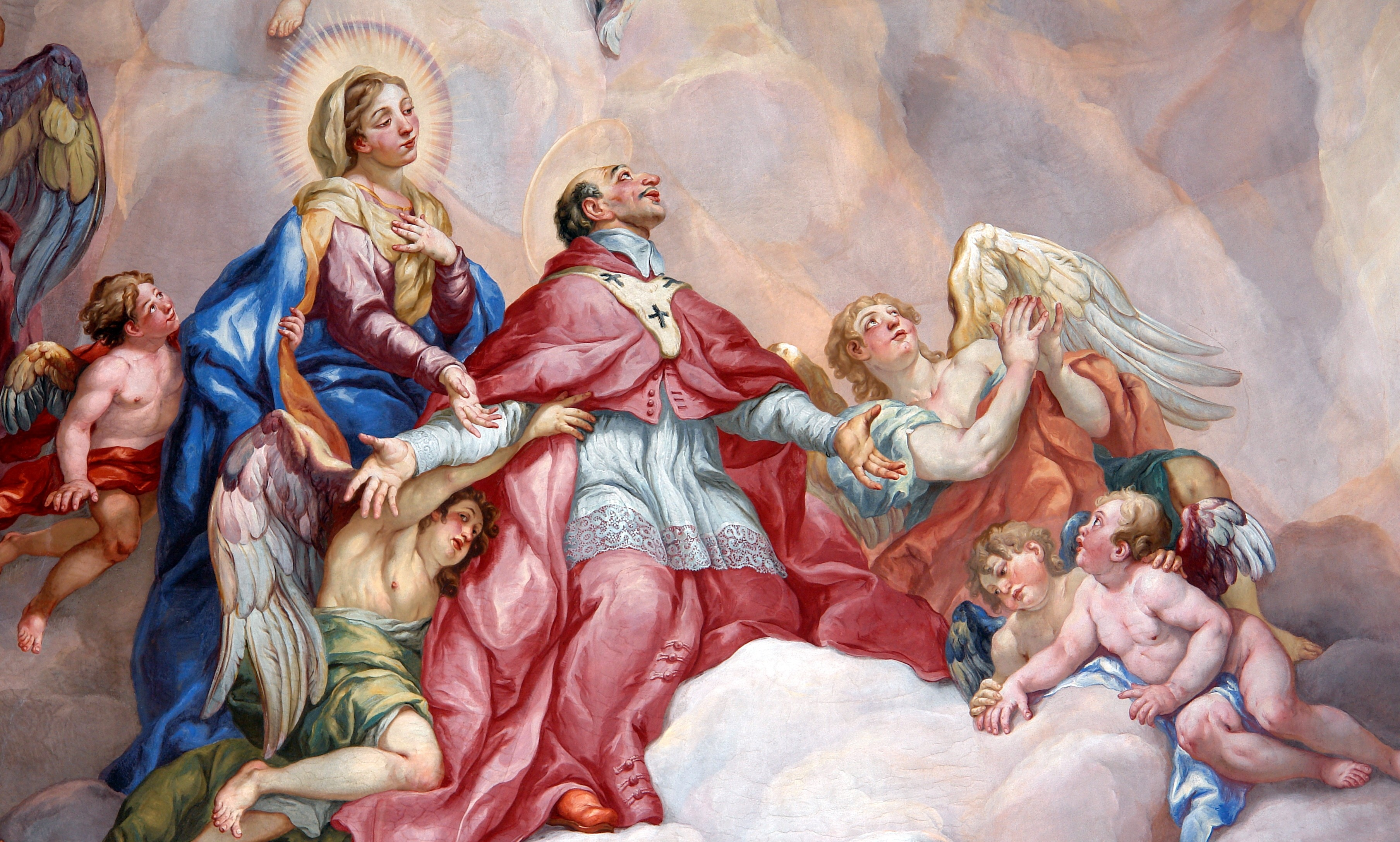
J.M. Rottmayer: Nanebevzetí Karla Boromejského, freska v kupoli Karlskirche, Vídeň (1714)

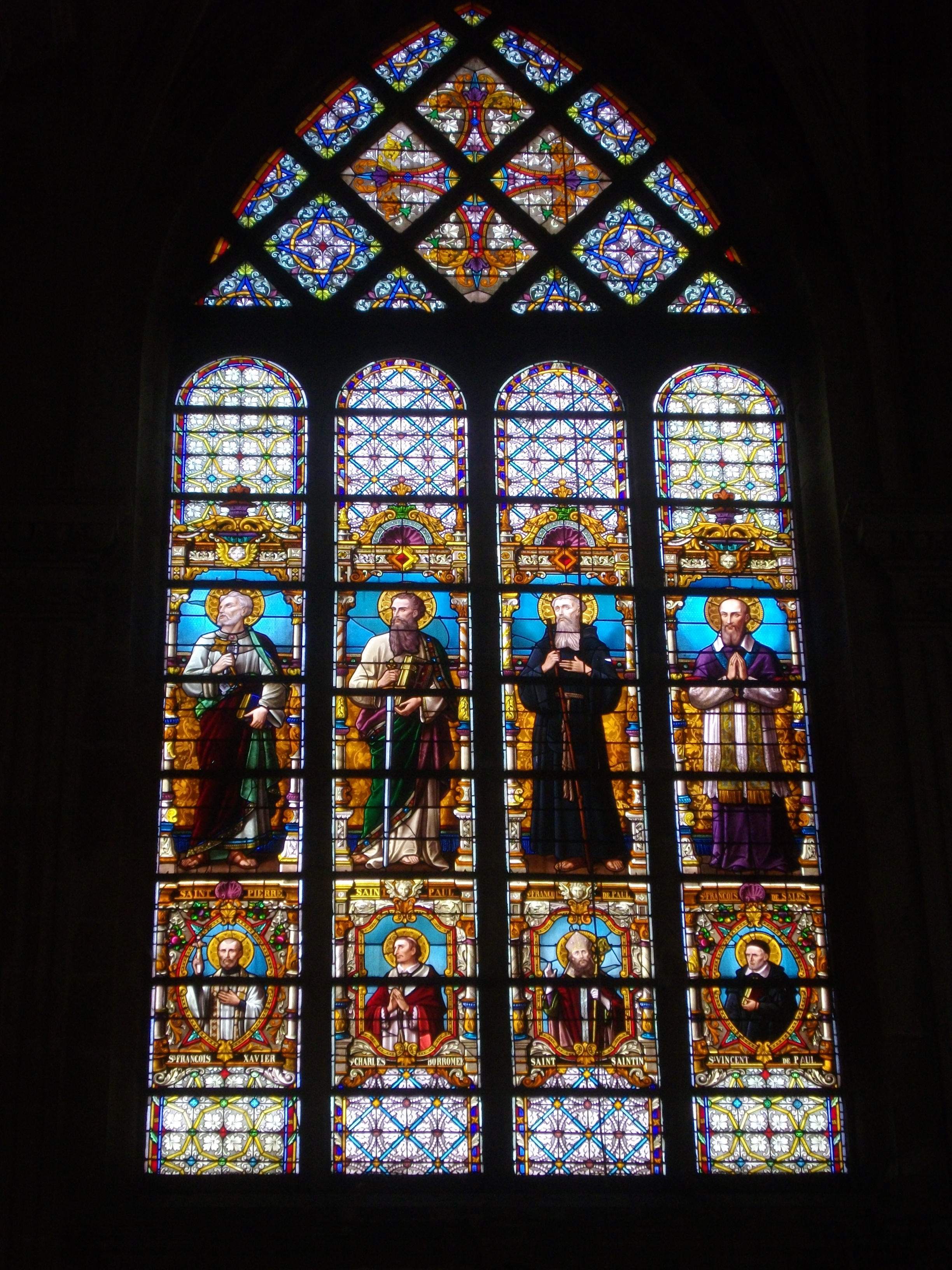
Svatí ve vitrážovém okně v klášterním kostele sv. Michaela v Saint-Mihiel. Horní řada: sv. Petr, sv. Pavel, sv. František z Pauly, sv. František Saleský, Dolní řada: sv. František Xaverský, sv. Karel Boromejský, sv. Saintin, sv. Vincenc z Pauly

Karel se narodil jako druhý syn hraběte Gilberta Borromeo a Margherity de' Medici v Lombardii na Boromejském hradě, který leží na jihozápadním břehu jezera Lago Maggiore, nad městem Arona. Původní interiéry hradu byly zničeny, vybavení "rodné světničky" bylo přeneseno do kaple v bazilice při světcově pomníku nedaleko Arony. Karel od mala ministroval a již v dvanáctém roce věku vstoupil do stavu duchovního a přijal tonzuru i duchovenský oděv. V 11 letech byl Karel jmenován majitelem tamějšího kláštera, takže mu náležely desátky z obročí. Tyto příjmy Karel z větší části rozdával chudým. Ve svých 14 letech odjel do Pavie studovat na univerzitě práva a filozofii. Již v té době se Karel odlišoval od ostatních studentů, kteří se věnovali spíše zahálce a světskému hýření, zatímco on se ponořil do studia tak hluboko, že je musel několikrát přerušit kvůli vyčerpání. V roce 1559 Karel na univerzitě v Padově obhájil univerzitní teze s vyznamenáním a byl prohlášen doktorem obojího práva. Jeden z profesorů při této příležitosti prorocky řekl: „Karel udělá velké věci a jednou bude v církvi zářit jako hvězda!“. Krátce na to Karlův strýc Jan Angelo Medici dosedl na papežský stolec jako Pius IV. Karel byl odmala strýcovým oblíbencem, proto ho papež brzy pozval k sobě do Říma, kde ho jmenoval nejprve svým tajným sekretářem, později kardinálem-jáhnem a svěřil mu také dozor nad mnišskými řády františkánů, karmelitánů a Řádem Maltézských rytířů. Veřejnost sledovala Karlův rychlý kariérní postup s jistými obavami, ale čas ukázal, že starosti byly zbytečné.
Po předčasné smrti svého staršího bratra Federica v roce 1562 Karel ještě zpřísnil svůj asketický životní styl, prováděl kající duchovní cvičení podle sv. Ignáce a velmi málo spal. Poté se rozhodl stát knězem a roku 1563 přijal kněžské svěcení.

### Osobní vlastnosti
Karel na počátku kněžské dráhy musel překonat vadu řeči. To se mu úspěšně podařilo, takže se stal jedním z nejvýznamnějších katolických kazatelů 16. století. Podle dobových svědectví to byl jemný a distingovaný člověk zdvořilého vystupování, který se nerad pouštěl do sporů a příčilo se mu fyzické násilí. Mluvil tichým a laskavým hlasem, ale prý se nikdy nesmál. Ve svých rozhodnutích byl vždy pevný a neústupný, neznal kompromisy; v jednání byl důsledný, až pedantský, systematický. Askezí a dobročinností si získával oblibu prostého lidu, zejména v Miláně.

## Arcibiskup v Miláně a kardinál
Boromejský byl formálně jmenován milánským arcibiskupem 12. května 1564 poté, co se bývalý arcibiskup Ippolito II. d'Este vzdal svých nároků na toto arcibiskupství, ale papež mu dovolil opustit Řím až o rok později. Boromejský oficiálně vstoupil do Milána jako arcibiskup 23. září 1565. Dále byl jmenován do sboru kardinálů. Milán se pro Karla stal hlavním životním působištěm a posledním zastavením.

### Reformy a předpisy
Po převzetí a vizitaci své arcidiecéze Karel konstatoval velmi špatný stav jak po morální, tak po správní a finanční stránce. Proto začal provádět mnohé reformy, psát předpisy a normy.
- Zakládal semináře pro mladé kněze
- založil teologickou fakultu v Pavii pojmenovanou po Justině z Padovy
- sepsal reformní předpisy pro milánskou diecézi Acta ecclesiae Mediolanensis, která obsahují také dekrety, usnesení synod a různé instrukce, mj. proti morové epidemii.
- sepsal příručku péče o chrámové vybavení (preciosa a paramenta).
- zavedl zpovědnice ve formě uzavřené kabiny s mřížkou mezi knězem a věřícím, které při zpovědi poskytují potřebné soukromí až anonymitu. Do té doby se zpovídalo zpravidla volně, v boční chrámové lodi.

## Klášterní reforma
Při své reformní práci musel Karel překonávat překážky a nenávist svých odpůrců. Reformoval ženské kláštery. Proti této reformě se postavili řeholníci humiliáti z kláštera v Breře. 24. října 1569 se čtveřice humiliátů v civilním oděvu pokusila v arcibiskupově kapli o atentát na Karla Boromejského. Během společné modlitby jeden z nich, Girolamo Donati zvaný il Farina na arcibiskupa zezadu vystřelil z arkebuzy. Kulka prostřelila Karlův oděv, ale nezranila jej. Atentátník a jeho komplicové byli dopadeni a následně v Miláně oběšeni, řeholní organizace v Breře pak byla roku 1571 zrušena.

## Boj s protestanty
V roce 1559, kdy mu bylo 21 let, se Karel stal tajným tajemníkem svého strýce, kardinála de Medici, jenž byl v letech 1558–1559 arcibiskupem milánské diecése (v prosinci 1559 se stal papežem pod jménem Pius IV.). Ve funkci kardinálova tajemníka se zúčastnil přípravy soudního řízení proti antverpskému obchodníku s hedvábím Georgovi de Ghese, jenž byl kalvinistou a udržoval úzké styky s protestantskou komunitou v Ženevě. Ghese byl odsouzen k smrti za kacířství a v březnu 1559 v Miláně popraven. Protestantskými církvemi je uctíván jako mučedník. V roce 1560 se Karel stal nástupcem svého strýce v milánské diecési.
Nejobtížnější bylo Karlovo postavení v oblasti alpských údolí na hranicích Itálie a Švýcarska, kde byla pokleslá morálka a rozšířeny různé nešvary, jako konkubinát kněží, hereze či používání magie. Proti nim Karel vždy tvrdě vystupoval, provinilce neváhal posílat na popraviště. Jeho pravou rukou byl v této problémové oblasti děkan velšského původu Owen Lewis. Mimoto se v této oblasti šířilo učení protestantských církví, zejména kalvinismus, v němž Karel spatřoval nebezpečnou herezi. Snažil se od něj obyvatelstvo odvracet a přivádět ke katolicismu, a to nejen kázáním, ale i zastrašováním a pronásledováním nekatolických kazatelů.
Podobně neblahé důsledky měla Karlova spolupráce se švýcarským vojevůdcem Ludwigem Pfyfferem. Karlova podpora krutého a mocichtivého kondotiéra Pfyffera vyvolala vleklé pohraniční boje, a nakonec, po Karlově smrti, vedla roku 1586 k rozpadu appenzellského kantonu na dvě znesvářené části – protestantskou a katolickou.[zdroj⁠?!]

## Mor 1576–1578
V roce 1576 v Miláně propukla obrovská morová epidemie, které během téměř dvou let podlehlo na 10 000 obětí. Stala se největší zatěžkávací zkouškou Karlových organizačních schopností, morální síly a víry. Karel zavedl přísný hygienický režim, zahrnující dezinfekci (ocet, nehašené vápno, vykuřování, vypalování), izolaci nakažených osob, provizorní dřevěné stavby špitálů za hradbami města a hromadné pohřbívání do šachet. Tvrdě a nekompromisně vyžadoval plnění a střetával se tak zejména s odporem majetných rodin, protože i u nich vyžadoval izolaci nakažených a naprostou likvidaci jejich osobních předmětů, vnitřního vybavení domů (paláců a zámků).
Kromě toho postupně rozprodal veškerý svůj majetek, aby financoval náklady na živobytí zbídačelých obyvatel Milána. Dále konal prosebná procesí, bohoslužby na otevřených prostranstvích, pravidelně navštěvoval špitály a novými předpisy přikazoval kněžím, aby kdykoliv sloužili nemocným a zaopatřovali umírající. Zejména ke službě vyzval kapucíny a jezuity. Proti jeho přísnosti se zvedl odpor, například generál řádu jezuitů Everard Mercurian u papeže protestoval, že jezuitští kněží mají především sloužit živým a zdravým, ne umírat s nakaženými. Karel sám se choval příkladně, nemocným obstarával ošacení, léky i potraviny.

## Tridentský koncil
Karel také výrazně ovlivnil jednání tridentského koncilu. Zasloužil se o znovuobnovení rozhovorů mezi soupeřícími stranami. A následně na jeho přímluvu nechal papež okamžitě závěry koncilu zavést do života církve, i přes protesty některých šlechticů a duchovních. Akta koncilu Karel ve své arcidiecézi tvrdě prosazoval.

## Smrt a svatořečení
Již za morové rány mnohé lidi udivovalo, kde bere Karel se svou chatrnou tělesnou konstitucí, žijící jen o vodě a o chlebu, energii pro každodenní činnost. Nadlidským úsilím a hladověním se stále vyčerpával a trpěl záchvaty horečky. V říjnu roku 1584 dostal poslední záchvat, kterému již nedokázal odolat. Podle jedné verze legendy vydechl naposledy se slovy Podívej se, Pane, já přicházím, podle oficiálního životopisu na otázku svého zpovědníka, pátera Adorna, kdy si přeje přijmout poslední svátost, odpověděl: hned a po zaopatření zemřel tiše v náručí svého přítele Owena Lewise..
Po slavném pohřbu byl Karel se všemi poctami pochován v kryptě milánského dómu. V té době byl již mnohde v Itálii oslavován jako světec. V roce 1602 byl Karel blahořečen a o 8 let později, roku 1610, byl papežem Pavlem V. svatořečen.
Dne 26. května 1910 vydal papež Pius X. encykliku Editae saepe na památku třístého výročí svatořečení Karla Boromejského. Dle encykliky je tento světec vzorem pravého reformátora na rozdíl od reformátorů nepravých (Luthera, Kalvína).

### Relikvie
Ihned po té byly do kostelů distribuovány drobné částečky z Karlova těla jako primární relikvie. Zpravidla jsou adjustovány v zasklené kapsli a nejsou větší než 5-10 milimetrů. Druhotnými relikviemi se staly Karlovy osobní předměty (kněžský oděv, střevíce, štóla, kardinálský klobouk), které i s autentikou o původu
získal klášterní kostel Karla Boromejského ve Vídni (Karlskirche). Zde jsou dnes vystaveny v chrámovém muzeu.

## Ikonografie
Karel bývá zobrazován s charakteristickou fyziognomií (orlí nos, přísná tvář), oděn v kardinálském purpuru nebo v arcibiskupské kasuli a pluviálu. Jeho atributy bývají krucifix, dále někdy důtky nebo provaz kolem krku jako symboly pokání.
V legendárních scénách často navštěvuje ve špitálu nemocné morem (například obraz Karla Škréty, sedí ve zpovědnici, nebo klečí před oltářem s Pannou Marií jako svou přímluvkyní, na oblaku bývá zobrazen při Nanebevzetí, klaní se Kristovu kříži a nástrojům jeho umučení, či Nejsvětější Trojici.

## Patrocinium
Karlu Boromejskému je zasvěceno mnoho kostelů po celém světě, nejvíce v Itálii; kněžské semináře a chlapecká gymnázia.
- Milán, dóm, pohřební krypta sv. Karla Boromejského s jeho ostatky v sarkofágu
- Řím, tři chrámy: San Carlo alle Quattro Fontane řádu trinitářů; bazilika San Ambroggio e Carlo al corso, San Carlo ai Catinari
- Praha, Nové Město, dnešní pravoslavný chrám svatých Cyrila a Metoděje, v letech 1730-1783 katolický kostel, postavený spolu se špitálem pro přestárlé kněze.
- Praha, Malá Strana, špitální kaple Panny Marie a Karla Boromejského ve Vlašské ulici, později proměněná v obytný dům (dnes součást Italského kulturního střediska)
- Opatovice, filiální kostel sv. Karla Boromejského (součástí jeho mobiliáře je i relikviář světce) dostavěný a vysvěcený z roku 1869
- Aš, městská část Mokřiny, secesní kostel postavený a vysvěcený v roce 1912
- Vídeň, slavný Karlskirche na Karlsplatz, který založil pražský Řád křižovníků s červenou hvězdou za podpory císaře Karla VI.
- Odkaz od poloviny 19. století sdílí Kongregace Milosrdných sester svatého Karla Boromejského, která provozuje v českých zemích tři kláštery, v Praze na Malé Straně sídlí jejich nemocnici Pod Petřínem. Boromejky působí také v české koleji Nepomucenum v Římě.
- Arona, kolosální socha sv. Karel Boromejského z roku 1697
- New York, Sloup sv. Karla Boromejského